# Lucas 5

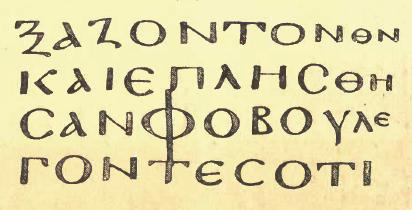
Parte de Lucas 5:26 en el facsímil de Scrivener del Codex Nitriensis, escrito hacia el año

Lucas 5 es el quinto capítulo del Evangelio de Lucas del Nuevo Testamento de la Cristiana Biblia, tradicionalmente atribuido a Lucas el Evangelista, compañero de Pablo el Apóstol en sus viajes misioneros. El capítulo relata el reclutamiento de los primeros discípulos de Jesús y continúa describiendo la enseñanza y el ministerio de curación de Jesús. A medida que avanza el capítulo se encuentran las primeras críticas de los autoridades religiosas judías.

## Texto
El texto original fue escrito en griego koiné. Este capítulo está dividido en 39 Versículos.

### Testigos textuales
Algunos manuscritos antiguos que contienen el texto de este capítulo son:
- Papiro 4 (150-175 d. C.; Versículos existentes: 3-8, 30-39)[2]

- Papiro 75 (175-225)
- Códice Vaticano (325-350)
- Codex Sinaiticus (330-360)
- Codex Bezae (~400)
- Codex Washingtonianus (~400)
- Codex Alexandrinus (400-440)
- Codex Ephraemi Rescriptus (~450)
- Codex Guelferbytanus B (siglo V: Versículos 1-4 existentes)

## La pesca y la gente: Los primeros discípulos (5:1-11)
.

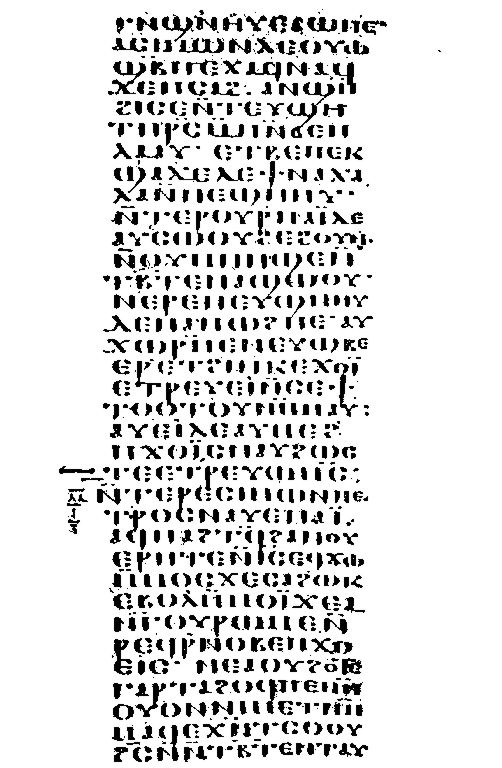
Sección de un manuscrito copto que contiene Lucas 5:5-9

Los versículos 1-11 informan de la llamada de los primeros discípulos de Jesús. Jesús llega al lago de Genesaret, o Mar de Galilea. El biblista William Smith sugiere que «había una hermosa y fértil llanura llamada “Genesaret”» en el ángulo noroeste del mar de Galilea, y «de ahí se derivó el nombre de “lago de Genesaret”» utilizado por Lucas en Lucas 5:1. Según Eric Franklin, Genesaret era el distrito al sur de Cafarnaúm,: 933  donde se había desarrollado el ministerio de Jesús en Lucas 4.
Aquí Jesús procede a predicar la «palabra de Dios» a los numerosos oyentes, utilizando la barca de pesca de Pedro como plataforma. Después pide a los pescadores que salgan a pescar de nuevo. Ellos se muestran reacios, ya que la noche anterior no habían tenido éxito, pero siguiendo su petición pescan un gran cargamento y quedan asombrados. Jesús entonces llama a Simón (Pedro) y a sus compañeros, Santiago y Juan, los hijos de Zebedeo, a su ministerio, y le dice a Simón: «De ahora en adelante vosotros seréis pescadores de hombres». El escritor presbiteriano Marvin Vincent señala que «tanto Mateo como Marcos hacen que la promesa se dirija a Pedro y a sus compañeros; Lucas solo a Pedro»..
La historia de la llamada de los primeros discípulos también se narra en Marcos 1 y Mateo 4, aunque el relato de Mateo también incluye a Andrés, hermano de Simón. El relato es ampliado por Lucas, que lo relaciona con la pesca milagrosa. Lucas también ha revelado ya que Jesús había sanado a la suegra de Simón estableciendo un vínculo entre ambos. Franklin observa un énfasis en el discernimiento de Simón Pedro de «la presencia de Dios en Jesús», comparable a la reacción del profeta Isaías ante su visión del «Señor de los Ejércitos» en Isaías 6:5:: 933 
¡Ay de mí, que estoy deshecho!
Porque soy hombre de labios impuros. (Isaías 6:5)
Aléjate de mí, Señor, porque soy un hombre pecador. (Lucas 5:8) .

### Comentarios
El Evangelio de Lucas presenta la vocación de Pedro y de los primeros discípulos con diferencias sutiles en comparación con los otros evangelios. Todos los evangelios coinciden en que la llamada ocurrió al inicio de la vida pública de Jesús y recuerdan la voz imperiosa del mismo y la respuesta inmediata de los discípulos. Sin embargo, Mateo y Marcos sitúan este llamamiento como el primer acto del ministerio de Jesús, destacando así la identificación de los discípulos con su Maestro desde el principio. Lucas, por su parte, antecede este evento con un breve ministerio de Jesús en Cafarnaún y muestra una interacción previa entre el Señor y estos Apóstoles.
La narración de Lucas revela la relación especial de Jesús con Pedro, ya que éste es el principal interlocutor a lo largo de todo el relato. Además, será Pedro quien, posteriormente, ejercerá el liderazgo en la barca de la Iglesia, simbolizando su rol fundamental en la naciente comunidad cristiana.

Antes de ser apóstol, pescador. Después de apóstol, pescador. La misma profesión que antes, después. ¿Qué cambia entonces? Cambia que en el alma —porque en ella ha entrado Cristo, como subió a la barca de Pedro— se presentan horizontes más amplios, más ambición de servicio, y un deseo irreprimible de anunciar a todas las criaturas las magnalia Dei, las cosas maravillosas que hace el Señor, si le dejamos hacer.

Además, a lo largo de estos eventos se puede discernir la futura misión de la Iglesia: cuando los discípulos actúan por su cuenta, sus esfuerzos son infructuosos; sin embargo, cuando obedecen el mandato de Cristo, los resultados son extraordinarios:

Duc in altum! Esta palabra resuena también hoy para nosotros y nos invita a recordar con gratitud el pasado, a vivir con pasión el presente y a abrirnos con confianza al futuro: “Jesucristo es el mismo, ayer, hoy y siempre”.

## Curación de un leproso (5:12-14)
Jesús se encuentra con un leproso que cae de bruces, suplicándole directamente: «Señor, si quieres, puedes limpiarme» (Versículo 12b). Jesús le toca -un gesto inusual, pues los leprosos estaban encuarentena según la Ley judía (Levitico 13-14)- y le cura: «queda limpio». La curación se produce en un instante. Jesús le pide que se presente al sacerdote. Esto le proporcionará una confirmación oficial de la curación y, junto con una ofrenda, cumplirá con la Ley, «tal como Moisés ordenó» (Versículo 14).

### Comentarios
Laforma de dirigirse a Jesús de las personas que le encuentran puede ser para cada uno de ellos y de las demás personas un buen modelo de oración:

Jesús escucha la oración de fe expresada en palabras, o en silencio. (…) Sanando enfermedades o perdonando pecados Jesús siempre responde a la plegaria del que le suplica con fe: “Ve en paz, ¡tu fe te ha salvado!”.

Los Santos Padres interpretaron esta curación como un símbolo más profundo: la lepra, debido a su aspecto muy desagradable, la facilidad con que se contagiaba y la dificultad para ser curada, es una representación impresionante del pecado. Todos son pecadores y necesitan el perdón y la gracia de Dios. Con humildad y confianza, puede cada uno dirigirse a Cristo insistentemente con la misma oración del leproso: «Señor, si quieres, puedes limpiarme».

## La fama de Jesús y su retirada (5:15-16)
Jesús es seguido ahora por muchos que le escuchan y quieren ser curados. Lucas comenta que a menudo se retiraba al desierto para orar. El hábito de Jesús de pasar tiempo en oración se menciona varias veces en Lucas: Lucas 3, aquí, Lucas 6:12, 9:18, 9:29, y 22:41.

### Comentario
En este versículo y en muchos otros pasajes del tercer evangelio, se destaca que Jesús se retiraba a orar en soledad. De esta manera, el Maestro muestra la importancia de la oración personal y frecuente en las distintas circunstancias de la vida.

## Curación del paralítico (5:17-26)

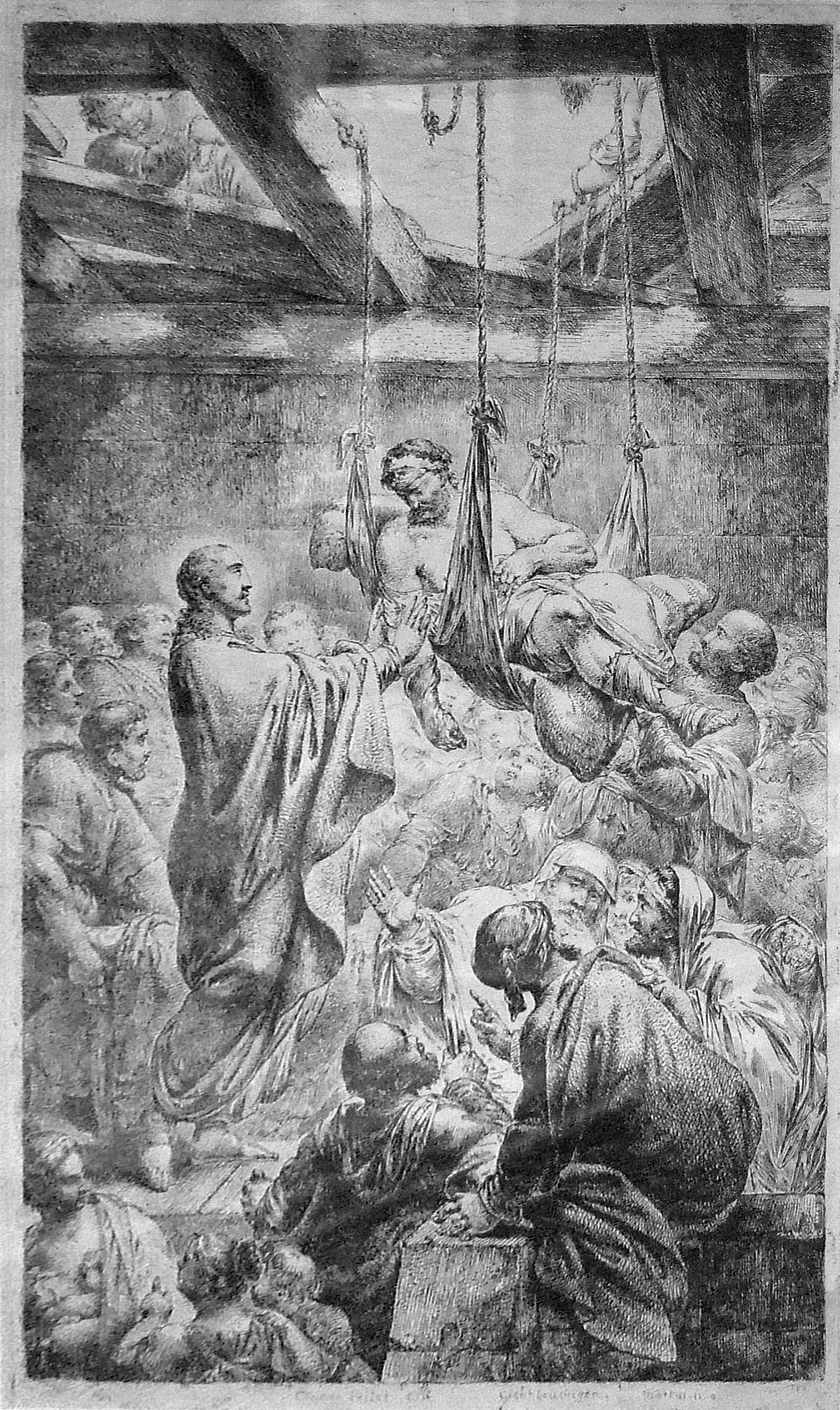
Cristo curando al paralítico en Cafarnaúm por Bernhard Rode 1780.

Jesús está enseñando en una casa con fariseoss y maestros de la Ley presentes. Lucas señala que los miembros de las autoridades religiosas proceden de Galilea, Judea y Jerusalén. Hay un paralítico y sus amigos lo llevan a Jesús, bajándolo desde arriba por el tejado de la casa. Cuando Jesús véase la fe de sus amigos, declara que sus pecados son perdonados. A los ojos de las autoridades religiosas, el acto de perdón de Jesús representa una blasfemia. Él conoce sus pensamientos y les reta: ¿qué es más fácil, perdonar pecados o curar? (Cualquiera puede decir que perdona pecados.) Jesús ordena entonces al hombre que se levante, coja su estera y se vaya a casa. La curación instantánea de Jesús demuestra su autoridad para perdonar pecados. La gente alaba a Dios, pero con la presencia aparentemente silenciosa de las autoridades religiosas Lucas ha empezado a preparar el escenario para el creciente conflicto. Esta historia también se relata en Marcos 2..
En Juan 5, Jesús también cura a un paralítico en el estanque de Betesda, lo que le hace entrar en conflicto con las autoridades religiosas, porque la curación tiene lugar en Sabbat.

### Comentario
El poder de Jesús y de su palabra se pone de manifiesto con este milagro donde muestra muy claramente que su potestad en la tierra tiene un origen sobrenatural, que trasciende lo terreno:

La medicina, según Demócrito, cura las enfermedades del cuerpo, pero la sabiduría libera el alma de sus pasiones. Nuestro buen Pedagogo, que es la sabiduría, el Logos del Padre, creador del hombre, cuida solícito de la criatura entera: médico de la humanidad, y capaz de sanarlo todo, cuida tanto del alma como del cuerpo. El Salvador dijo al paralítico: levántate, toma tu camilla y marcha a tu casa, y, al punto, sanó el enfermo.

El pasaje muestra la fe del paralítico que se deja llevar y la fe con obras, de sus amigos:

¡Qué grande es el Señor, que por los méritos de unos perdona a otros, y que mientras alaba a los primeros absuelve a los segundos! (…). Aprende, tú que juzgas, a perdonar; aprende, tú que estás enfermo, a implorar perdón. Y si la gravedad de tus pecados te hace dudar de poder
recibir el perdón, recurre a unos intercesores, recurre a la Iglesia, que rezará por ti, y el Señor te concederá, por amor de Ella, lo que a ti podría negarte.

## La llamada de Leví (Mateo) (5:27-32)
Jesús llama a Leví, un recaudador de impuestos, para que lo siga. Leví lo hace inmediatamente. Más tarde organiza una gran fiesta para Jesús, a la que asisten otros recaudadores de impuestos. Los fariseos y algunos maestros de la ley se quejan de que Jesús esté festejando con recaudadores de impuestos y otros marginados. Los recaudadores de impuestos son despreciados porque colaboran con los romanos y tienden a enriquecerse. La respuesta de Jesús es que la gente que está sana no necesita un médico, él ha venido a ayudar a los que necesitan arrepentirse. Este suceso también se relata en Mark 2:13-17 y en 9:9-13, donde el recaudador de impuestos se llama Mateo.

### Comentario
El suceso muestra el modo de actuar de Jesús, que sigue presente en la Iglesia. La llamada de Cristo a seguirle es un regalo inmerecido, y cada persona debe responder con agradecimiento, generosidad y prontitud.

Lo vio más con la mirada interna de su amor que con los ojos corporales. Jesús vio al publicano y, porque lo amó, lo eligió, y le dijo: Sígueme. Sígueme, que quiere decir: “Imítame” (…). Se levantó y lo siguió. No hay que extrañarse del hecho de que aquel recaudador de impuestos, a la primera indicación imperativa del Señor, abandonase su preocupación por las ganancias terrenas y, dejando de lado todas sus riquezas, se adhiriese al grupo que acompañaba a aquel que él veía carecer en absoluto de bienes. Es que el Señor, que lo llamaba por fuera con su voz, lo iluminaba de un modo interior e invisible para que le siguiera, infundiendo en su mente la luz de la gracia espiritual, para que comprendiese que aquel que aquí en la tierra lo invitaba a dejar sus negocios temporales era capaz de darle en el cielo un tesoro incorruptible.

Lucas es el único de los tres evangelistas sinópticos que muestra que el banquete con los publicanos fue en casa de Leví y que Jesús convoca a los pecadores «a la penitencia». De ahí que el episodio haya quedado como ejemplo de acogida al Señor y de iniciativa apostólica: 

La conversión de un solo publicano fue una muestra de penitencia y de perdón para muchos otros publicanos y pecadores. Ello fue un hermoso y verdadero presagio, ya que Mateo, que estaba destinado a ser apóstol y maestro de los gentiles, en su primer trato con el Señor arrastró en pos de sí por el camino de la salvación a un considerable grupo de pecadores. De este modo, ya en los inicios de su fe, comienza su ministerio de evangelizador que luego, llegado a la madurez en la virtud, había de desempeñar.

## Sobre el ayuno (5:33-35)
Surgen críticas sobre la conducta de los discípulos de Jesús, su falta de ayuno y oración -en contraste con los discípulos de Juan el Bautista y los de los fariseos, ellos en cambio comen y beben. En respuesta, Jesús se compara a sí mismo con un novio y a sus discípulos con los invitados a la boda. Ahora, mientras todavía está con ellos, es el momento de celebrar, pero también, por primera vez en su ministerio, señala su muerte. El ayuno será apropiado cuando haya partido: en 13:2-3 «se nos dice que ayunaron».

### Comentarios
En el Antiguo Testamento se prescribían ciertos días de ayuno, siendo el más destacado el "Día de la Expiación" o Yôm Kippûr Figuras como Moisés y Elías ayunaron, y el propio Jesús ayunó en el desierto antes de comenzar su ministerio público. La acusación de los escribas y fariseos brinda a Jesús la oportunidad de explicar la naturaleza de su misión y la profundidad de su enseñanza: la alegría que su presencia trae al mundo pospone la práctica penitencial del ayuno. Su doctrina requiere un cambio radical: una penitencia interior más profunda y una renovación personal. Quienes acepten su enseñanza descubrirán que es como el vino añejo, es decir, "mejor", y no querrán volver a su vida anterior. Sin embargo, Jesús no elimina el ayuno, sino que le otorga un sentido más profundo.

El mérito de nuestros ayunos no consiste solamente en la abstinencia de los alimentos; de nada sirve quitar al cuerpo su nutrición si el alma no se aparta de la iniquidad y si la lengua no deja de hablar mal.

## Una doble parábola (5:36-39)
La respuesta a la crítica sobre el ayuno va seguida inmediatamente de una doble parábola. Jesús compara lo «viejo» y lo «nuevo»: en primer lugar, un nuevo remiendo de ropa no sirve para una ropa vieja, y en segundo lugar, el vino nuevo no sirve para odres viejos. Las razones son claras: rasgar una prenda nueva para arreglar una vieja destruiría la nueva y no cabría, y usar odres viejos que ya se han estirado por el uso no puede acomodar vino nuevo que expandirá el odre viejo más allá de sus límites durante la fermentación: revientan y todo está perdido. La parábola también se relata en Mateo 9:14-17 y Marcos 2:21-22, pero sólo Lucas utiliza el término παραβολὴν, (parabolēn, una parábola) en su relato.
Una interpretación tradicional de la doble parábola es que la nueva enseñanza de Jesús no puede acomodarse a los viejos patrones de pensamiento: Su ministerio difiere de la tradición judía. Esta interpretación de la incompatibilidad del «Nuevo» y el «Viejo» puede remontarse a Marción y también ha sido utilizada como argumento por reformadores posteriores dentro de la Iglesia.

### Versículo 39
Y nadie que haya bebido vino añejo, desea inmediatamente el nuevo; porque dice: «El añejo es mejor»
Jesús procede a declarar que el vino añejo suele preferirse al vino nuevo – «el [vino] añejo es mejor» – un comentario que no se encuentra en los otros dos evangelios sinópticos.: 934  Este Versículo suscita algunas dificultades de interpretación. Si Jesús está enseñando una separación del judaísmo, ¿diría que lo antiguo es mejor? Se han dado varias explicaciones. Un punto de vista sostiene que la línea no pertenece aquí y debe ser ignorado o eliminado, un punto de vista tomado por Marcion. Otro punto de vista propone que Jesús sólo está señalando que los patrones viejos y familiares son difíciles de desprenderse. Otra explicación sugiere que Jesús está tratando de salvar el Antiguo, y el Nuevo se refiere a las enseñanzas de sus críticos. Otras explicaciones retraducen las palabras originales griegas de manera diferente en un intento de dar sentido a la declaración.
Un enfoque diferente es la propuesta de no asumir que Jesús está hablando de «viejas» y «nuevas» enseñanzas religiosas, sino de sus formas de elegir discípulos. Así pues, Jesús utiliza métodos nuevos (ropas nuevas) para ofrecer a hombres nuevos (odres) un mensaje nuevo (vino). No rechaza lo «Viejo», pero lo «Viejo» es limitado y no está al alcance de todos. Al iniciar su ministerio demuestra que su alcance es inclusivo, así encuentra a los pecadores, a los rechazados, a los pobres y a los enfermos.
La interpretación favorecida por Juan Calvino ve en las vestiduras viejas y los odres viejos representaciones de los discípulos de Jesús. En su comentario de Mateo, Marcos y Lucas explica que el vino nuevo y el paño sin raer representan la práctica de ayunar dos veces por semana. Ayunar de esta manera sería una carga para los nuevos discípulos, y sería más de lo que podrían soportar.